# Caso Shelley v. Kraemer
Shelley v. Kraemer (1948), é um caso importante da Suprema Corte dos Estados Unidos, em que foi decidido decretar a inconstitucionalidade de contratos onde vigoram restrições, baseadas em raça ou etnia, para que alguma pessoa possa ocupar ou possuir um determinado terreno; pois elas violam a Equal Protection Clause.